# Travels
| Recensione | Giudizio |
| ---------- | -------- |
| AllMusic   | [ 2 ]    |

Travels è un album doppio live del Pat Metheny Group, pubblicato nel 1983.
È composto da brani registrati dallo studio mobile dello Effanel Sound di New York nei concerti di Dallas, Philadelphia, Hartford, Sacramento e Nacogdoches nei mesi di luglio, ottobre e novembre del 1982. È stato missato al Talent Studio di Oslo.
L'album vinse un Grammy Award (1983) come miglior performance vocale e strumentale.

## Tracce

### LP
Lato A
1. Are You Going with Me? – 9:20 (Pat Metheny, Lyle Mays)
2. The Fields, The Sky – 7:50 (Pat Metheny)
3. Goodbye – 8:15 (Pat Metheny)

Lato B
1. Phase Dance – 8:05 (Pat Metheny, Lyle Mays)
2. Straight on Red – 7:27 (Pat Metheny, Lyle Mays)
3. Farmer's Trust – 6:27 (Pat Metheny)

Lato C
1. Extradition – 5:42 (Pat Metheny)
2. a) Goin' Ahead b) As Falls Wichita, So Falls Wichita Falls – 16:24 (a) Pat Metheny b) Pat Metheny, Lyle Mays)

Lato D
1. Travels – 5:04 (Pat Metheny, Lyle Mays)
2. Song for Bilbao – 8:27 (Pat Metheny)
3. San Lorenzo – 13:38 (Pat Metheny, Lyle Mays)

## Formazione
- Pat Metheny - chitarre, chitarra sintetizzatore
- Lyle Mays - piano, sintetizzatori, organo, autoharp, synclavier
- Steve Rodby - basso acustico, basso elettrico, basso sintetizzatore
- Dan Gottlieb - batteria
- Naná Vasconcelos - percussioni, voce, berimbau

Note aggiuntive
- Pat Metheny e Manfred Eicher - produttori
- Registrazioni dal vivo registrati da concerti effettuati a: Dallas (TX), Philadelphia (PA), Sacramento (CA) e Nacogdoches (TX) nei mesi di luglio, ottobre e novembre del 1982
- Randy Ezratty - ingegnere delle registrazioni
- Gary Geller - assistente ingegnere delle registrazioni
- L'intero album fu mixato al Talent Studio di Oslo (Norvegia) da Jan Erik Kongshaug
- Ron Pownall - foto copertina album
- Dieter Rehm e Milan Horacek - foto copertina album (2nd row, nr. 2/4)
- Dieter Jähnig - foto copertina album (3rd row, nr. 3/4)
- Dieter Rehm - design copertina album[4]

## Classifica
Album
| Anno | Classifica    | Posizione raggiunta |
| ---- | ------------- | ------------------- |
| 1983 | Billboard 200 | 62                  |